# Auloserpusia leonensis
Auloserpusia leonensis är en insektsart som beskrevs av Phipps 1967. Auloserpusia leonensis ingår i släktet Auloserpusia och familjen gräshoppor. Inga underarter finns listade i Catalogue of Life.